# 胆沢川
胆沢川（いさわがわ）は、岩手県奥州市および胆沢郡金ケ崎町の境界を流れる北上川水系北上川支流の一級河川である。

## 地理
岩手県南西部、奥羽山脈の焼石岳北麓に源を発し、奥州市北東部で北上川に注ぐ。途中胆沢ダムに入り、尿前川、永沢川、黒沢川を合わせる。
1995年（平成7年）に建設省河川局が行った「全国一級河川の水質現況」で、 胆沢川は全国で4番目の清流河川に選ばれている。

## 歴史
流域には前九年の役に安倍貞任一族が胆沢川を盾に戦った遺跡が各所にある。1617年（元和3年）には後藤寿庵が胆沢川から引水して寿庵堰（ぜき）を作り、胆沢扇状地の灌漑（かんがい）事業を起こした。1953年（昭和28年）上流部の奥州市胆沢若柳に石淵ダムが建設された。2013年（平成25年）11月16日に胆沢ダムが完成し、石淵ダムは胆沢ダムのダム湖（奥州湖）に水没した。

## 焼石連峰水源の森
焼石岳山麓東方に広がる森で栗駒国定公園の指定区域内にあり、林野庁により「焼石連峰水源の森」として水源の森百選。に選定されている。
| 山岳   | 面積(ha) | 標高(m)  | 人工林(%) | 天然林(%) | 林齢(年)   | 制限林             | 種類                 |
| ------ | -------- | -------- | --------- | --------- | ---------- | ------------------ | -------------------- |
| 焼石岳 | 4,122    | 350～950 | 0         | 100       | ナラ・ブナ | 森林生態系保護地域 | ダム貯水（石淵ダム） |

石渕ダムにより上水道、灌漑の用水及び発電の水源に利用されている。日本海型と太平洋型のブナ林の移行帯として貴重な森林である。地元のNPO「胆沢ダム水資源のブナ原生林を守る会」により、自然保護運動が行われている。
- 所在地：岩手県奥州市胆沢若柳字生出山

（データは指定年1995年（平成7年）7月）

## 支流、滝、河川施設
- 胆沢ダム

## 流域の観光地
- 胆沢城跡（国の史跡）
- 鳥海柵跡（国の史跡）
- つぶ沼